# Platylomalus goliath
Platylomalus goliath är en skalbaggsart som först beskrevs av Lewis 1891.  Platylomalus goliath ingår i släktet Platylomalus och familjen stumpbaggar. Inga underarter finns listade i Catalogue of Life.